# Смилтенский край
Сми́лтенский край (латыш. Smiltenes novads) — административно-территориальная единица на севере Латвии, в историко-культурной области Видземе. Край состоит из 14 волостей и городов Апе и Смилтене, который является центром края. Граничит с Алуксненским, Валмиерским, Валкским, Цесисским, Гулбенским краями и с уездами Вырумаа и Валгамаа Эстонии.

## История
Край был образован 1 июля 2009 года из части расформированного Валкского района. Состоял из 8 волостей и города Смилтене. Площадь края составляла 949 км². В ходе административно-территориальной реформы Латвии 2021 года, к краю были присоединены город Апе и 4 волости из упразднённого Апского края и 2 волости из упразднённого Раунского края. Площадь укрупнённого края составила 1800,55².

## Население
На 1 января 2010 года население края составляло 14 276 человек.
Национальный состав населения края на 2021 год:
| Национальность | Численность, чел. (2021) | %        |
| -------------- | ------------------------ | -------- |
| Латыши         | 16 907                   | 93,1 %   |
| Русские        | 634                      | 3,5 %    |
| Белорусы       | 165                      | 0,9 %    |
| Украинцы       | 93                       | 0,5 %    |
| Поляки         | 117                      | 0,6 %    |
| Литовцы        | 33                       | 0,2 %    |
| Другие         | 136                      | 0,7 %    |
| всего          | 18 155                   | 100,00 % |

## Территориальное деление
- город Апе (латыш. Apes pilsēta)
- Апская волость (латыш. Apes pagasts)
- Билская волость (латыш. Bilskas pagasts)
- Бломская волость (латыш. Blomes pagasts)
- Брантская волость (латыш. Brantu pagasts)
- Варинская волость (латыш. Variņu pagasts)
- Вирешская волость (латыш. Virešu pagasts)
- Гауйиенская волость (латыш. Gaujienas pagasts)
- Грундзальская волость (латыш. Grundzāles pagasts)
- Друстская волость (латыш. Drustu pagasts)
- Лаункалнская волость (латыш. Launkalnes pagasts)
- Палсманская волость (латыш. Palsmanes pagasts)
- Раунская волость (латыш. Raunas pagasts)
- город Смилтене (латыш. Smiltenes pilsēta)
- Смилтенская волость (латыш. Smiltenes pagasts)
- Трапенская волость (латыш. Trapenes pagasts)

## Галерея

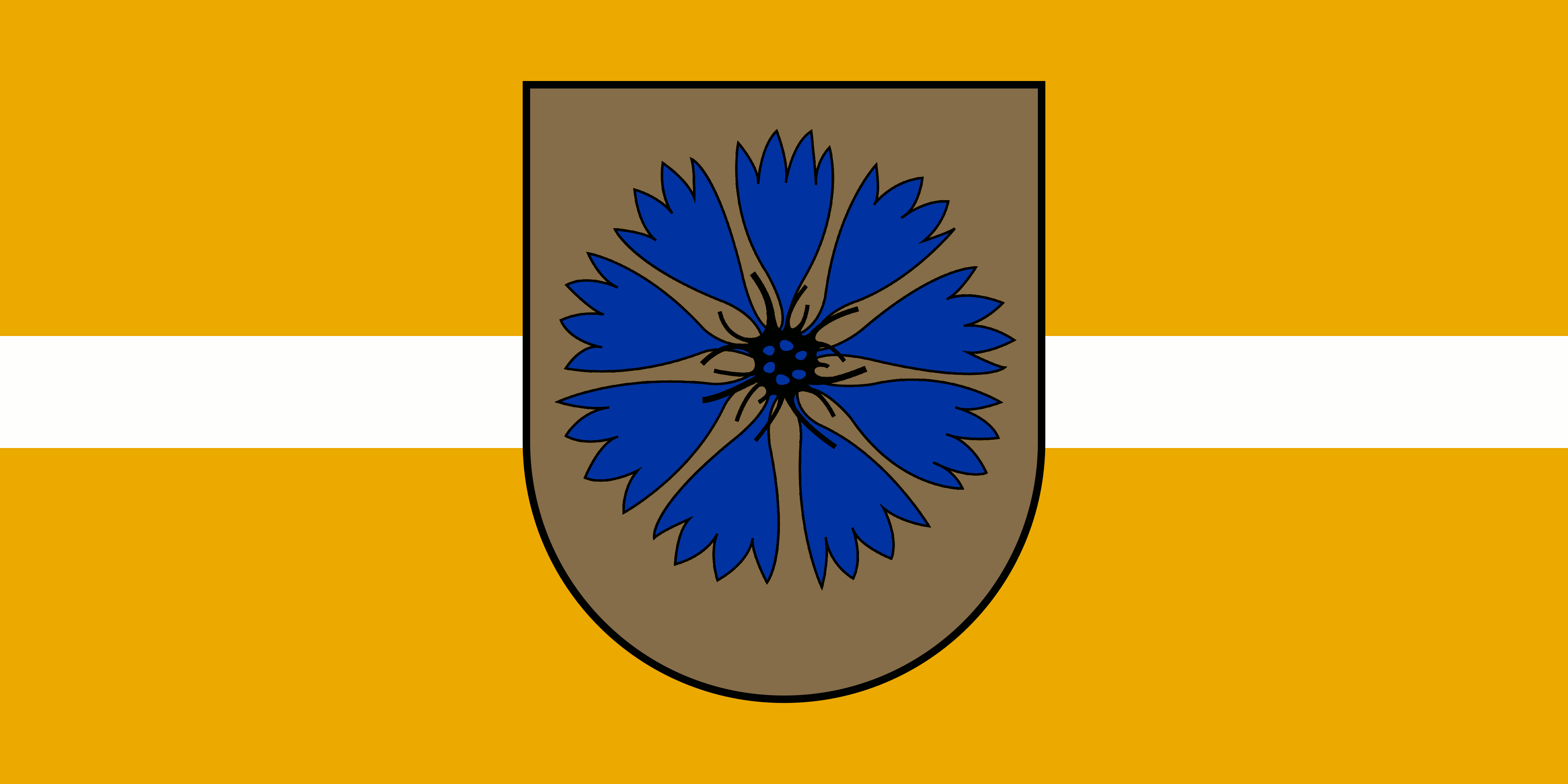
Флаг (2010-2021)
Герб (2010-2021)
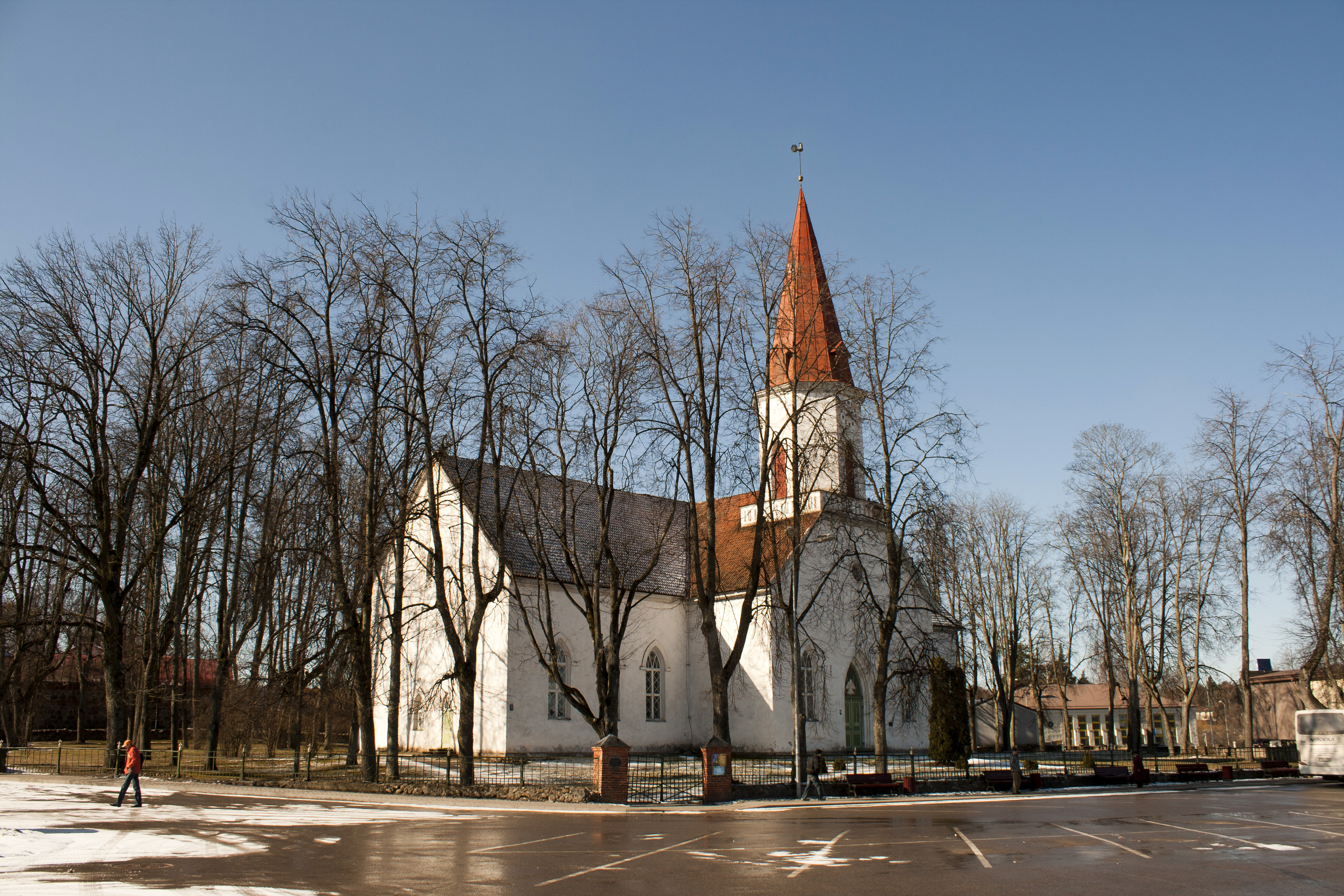
Лютеранская церковь в Смилтене
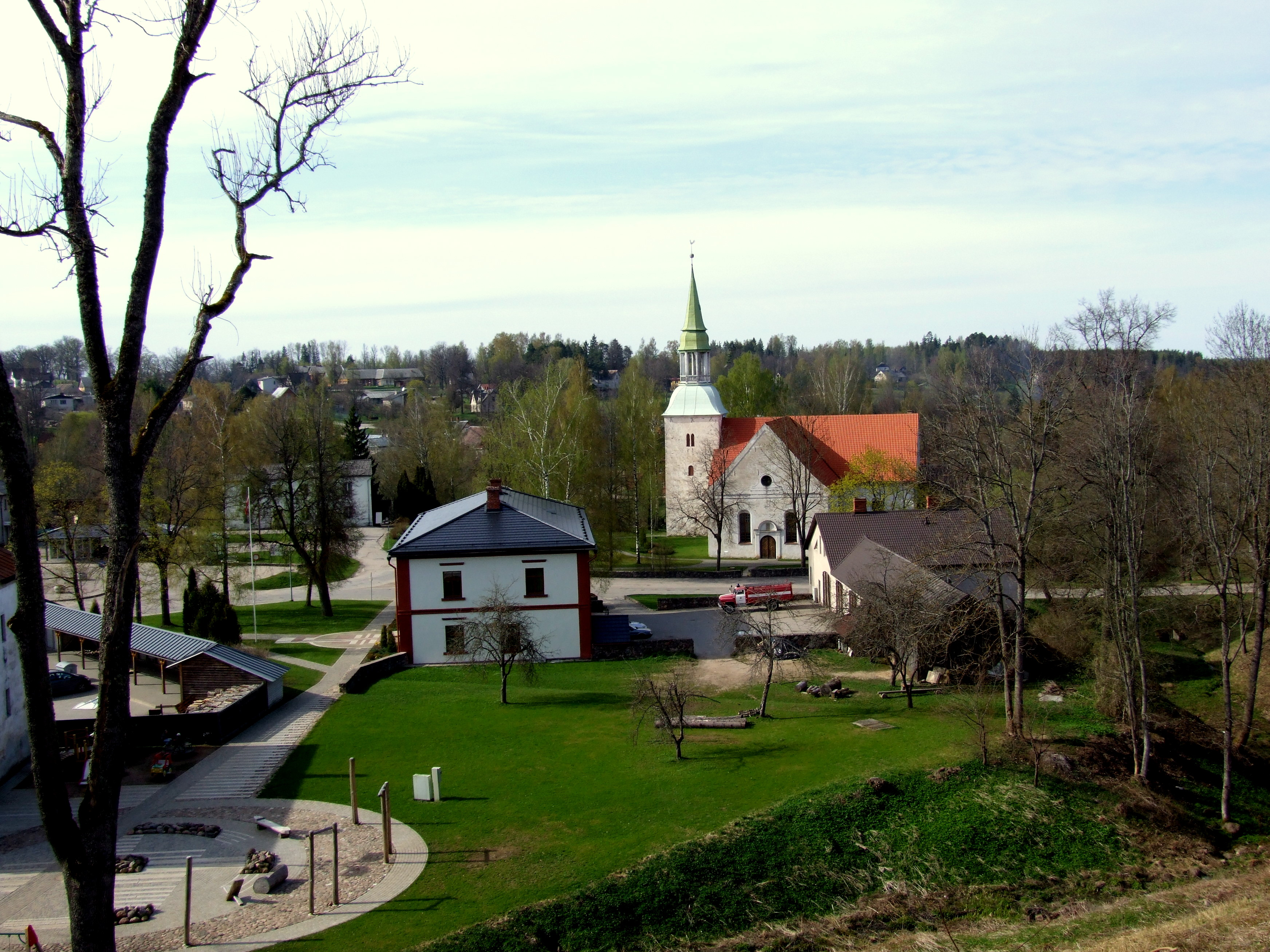
Вид на Рауну
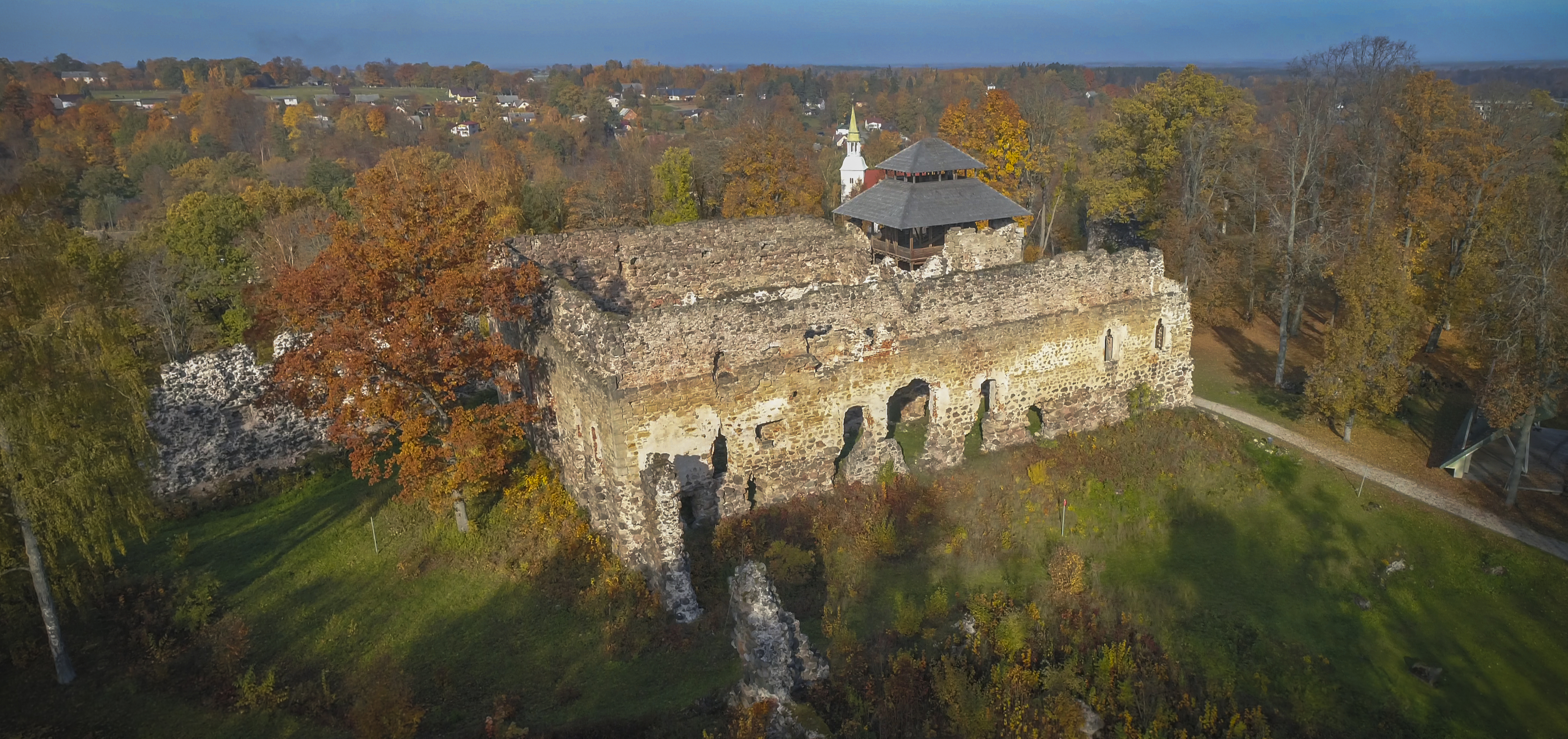
Руины Раунасского дворца
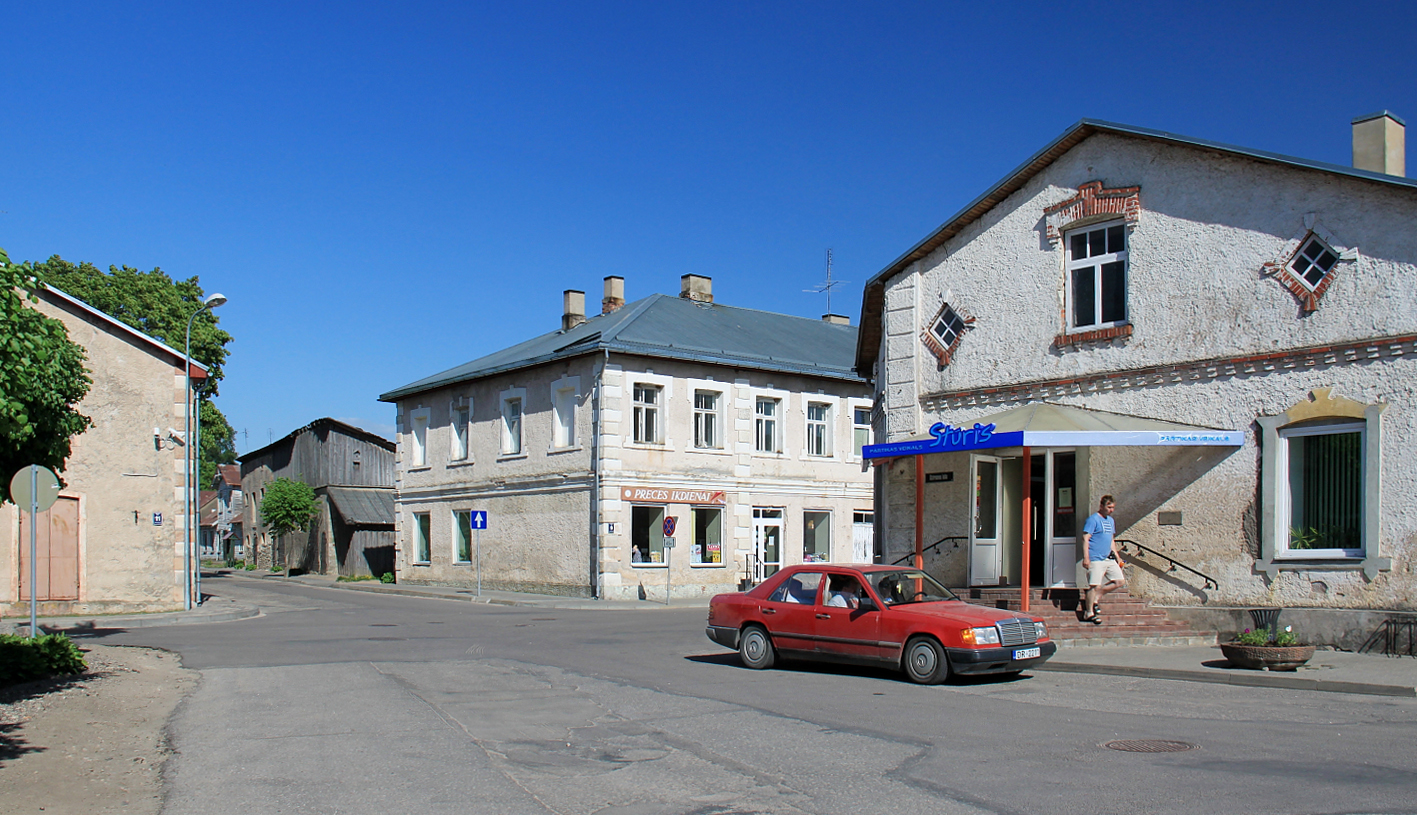
Город Апе